# Nodozana lacteociliata
Nodozana lacteociliata là một loài bướm đêm thuộc phân họ Arctiinae, họ Erebidae.